# 西尾芳彦
西尾 芳彦（にしお よしひこ、1961年7月20日 - 2025年5月30日）は、日本の作曲家、作詞家、音楽プロデューサー。
佐賀県唐津市出身。佐賀県立唐津西高等学校卒業。プロデュースを担当した代表アーティストはYUI、絢香、玉城千春(Kiroro)、家入レオ、Sowelu、Chay、井上実優など。血液型はB型。

## 略歴
九州産業大学商学部卒業後、1986年にオーディションをきっかけに西尾芳彦＆ライトスタッフとしてメジャーデビューを飾る。
一時音楽業界から離れるが、1995年に地元に近い福岡県で後進の指導をスタートする。
1997年、福岡に音楽塾ヴォイスを設立。以後、2002年にビアンコネロ、2003年にYUI、2004年に絢香、2006年にSowelu、2009年にマリア、2010年に家入レオ、2011年に玉城千春(Kiroro)のプロデュースを開始。
現在も音楽塾で指導にあたりながら、アーティストの発掘、プロデュースを行っている。アーティストの持つ可能性を見出し、育成し、メジャーデビューへと導く手腕には音楽各界において高い評価を得ている。
胆管がんが再発し、2025年5月30日死去。63歳没。

## 音楽塾ヴォイス
YUI、絢香、家入レオ、chayなどのアーティストを輩出した音楽塾ヴォイスを主宰。
現在福岡校、2009年4月開校の東京校の2校。1クラス3人までの少人数制のレッスン。ヴォイス理論と呼ばれる西尾独自の実践的ロジック集（数多くの楽曲をバラして独自に研究、400～500ある蓄積したメロディーのツボ）を使用し、また現役のプロデューサーでもある西尾芳彦がメジャーのフィールドで実際に行ない、役立ったもののみを徹底的に教え込むレッスンとなっている。

## ヴォイス理論
ヴォイス理論とは、古今の多くの名曲に共通する楽曲の特徴を抜粋、分析し、作詞・作曲・編曲の中で活用できる方法論としてまとめた、オリジナルの音楽理論。主に、メロディーワーク、コード進行、リズム、曲の構成の4つのカテゴリーから一つの楽曲を分析。実践的ロジック集を用いて、より多くの聞き手に感動を覚えさせる。301以上に及ぶ理論を覚え、継続して実践することで「歌い手自身で曲を分析する能力が身につく」としている。

## 唐津ジュニア音楽祭
地元・唐津市で初めて開催された唐津ジュニア音楽祭では西尾が審査委員長となり、若者の演奏・歌唱部門としてグランプリを決めるコンテスト形式として全国区の知名度となった。この大会から井上実優、カノエラナなど多数輩出した。

## 主なプロデュースアーティスト及び作品

### YUI
YUIは、2002年、音楽の道への夢を模索していた頃、福岡天神のビアンコネロの路上ライブをきっかけに、音楽塾ヴォイスを知り2003年2月に入塾。西尾芳彦に師事し、ギター、ボーカル、作詞作曲とシンガーソングライターに必要なものを徹底的に指導される。2004年、九州限定インディーズシングル「It's happy line」をリリースした後、2005年2月 「feel my soul」（フジテレビ系列月9ドラマ『不機嫌なジーン』主題歌）でメジャー・デビュー。
インディーズ時代
- It's happy line
- I know
- HELP

デビュー後

#### シングル
| 枚  | 発売日        | タイトル                     | オリコン最高位 |
| --- | ------------- | ---------------------------- | -------------- |
| 1st | 2005年2月23日 | feel my soul（プロデュース） | 8位            |

### 絢香
絢香は音楽塾ヴォイスにて、西尾に師事し2006年2月「I believe」でメジャー・デビューを果たす。同年第39回日本有線大賞、第48回日本レコード大賞で「三日月」にて最優秀新人賞を受賞。デビュー曲から2ndアルバム 「Sing to the Sky」までの楽曲（絢香×コブクロ「WINDING ROAD」「あなたと」「夢を味方に」「恋焦がれて見た夢」「message」を除く）を西尾がプロデュース。1stアルバム「First Message」はミリオンセラーを達成。「三日月」はYouTubeでの再生回数が2000万回以上を記録している。

#### シングル
| 枚  | 発売日        | タイトル                                                  | オリコン最高位 |
| --- | ------------- | --------------------------------------------------------- | -------------- |
| 1st | 2006年2月1日  | I believe(作詞：絢香 作曲：西尾芳彦/絢香）                | 3位            |
| 2nd | 2006年5月10日 | melody〜SOUNDS REAL〜（作詞：絢香 作曲：西尾芳彦）        | 14位           |
| 3rd | 2006年7月19日 | Real voice（作詞：絢香 作曲：西尾芳彦）                   | 11位           |
| 4th | 2006年9月27日 | 三日月（作詞：絢香 作曲：西尾芳彦/絢香）                  | 1位            |
| 5th | 2007年7月4日  | Jewelry day（作詞：絢香 作曲：西尾芳彦）                  | 2位            |
| 6th | 2007年9月5日  | CLAP&LOVE/Why（作詞：絢香 作曲：西尾芳彦/絢香）           | 5位            |
| 7th | 2008年3月5日  | 手をつなごう/愛を歌おう（作詞：絢香 作曲：西尾芳彦/絢香） | 7位            |
| 8th | 2008年5月14日 | おかえり（作詞：絢香 作曲：西尾芳彦/絢香）                | 6位            |

#### アルバム
| 枚  | 発売日        | タイトル                              | オリコン最高位 |
| --- | ------------- | ------------------------------------- | -------------- |
| 1st | 2006年11月1日 | First Message（作曲、プロデュース）   | 1位            |
| 2nd | 2008年6月25日 | Sing to the Sky（作曲、プロデュース） | 2位            |

### Sowelu

#### シングル
| 枚   | 発売日        | タイトル                                            | オリコン最高位 |
| ---- | ------------- | --------------------------------------------------- | -------------- |
| 13th | 2006年5月10日 | Dear friend（作詞：西尾芳彦/Sowelu 作曲：西尾芳彦） | 19位           |

#### アルバム
| 枚  | 発売日        | タイトル                               | オリコン最高位 |
| --- | ------------- | -------------------------------------- | -------------- |
| 3rd | 2006年7月12日 | 24 -twenty four-（作曲、プロデュース） | 3位            |

### 玉城千春(Kiroro)

#### シングル
- 神様（作詞:玉城千春 作曲:玉城千春 / 西尾芳彦 / 三輪コウダイ）

#### アルバム
- Brand New Days

### 家入レオ
家入レオは2008年4月音楽塾ヴォイスに入塾し、2012年2月「サブリナ」でデビュー。「Shine」で第54回日本レコード大賞にて音楽塾ヴォイスから２人目となる最優秀新人賞を受賞。YouTubeでの再生回数が「サブリナ」では700万回以上、「Shine」では800万回以上、「君がくれた夏」では1600万回以上を達成している。

#### シングル
| 枚   | 発売日         | タイトル                                               | オリコン最高位 |
| ---- | -------------- | ------------------------------------------------------ | -------------- |
| 1st  | 2012年2月15日  | サブリナ （作詞：家入レオ 作曲：西尾芳彦/家入レオ）    | 9位            |
| 2nd  | 2012年5月16日  | Shine（作詞：家入レオ 作曲：西尾芳彦/家入レオ）        | 7位            |
| 3rd  | 2012年9月12日  | Bless You（作詞：家入レオ 作曲：西尾芳彦/家入レオ）    | 8位            |
| 4th  | 2013年5月22日  | Message （作詞：家入レオ 作曲：西尾芳彦/家入レオ）     | 9位            |
| 5th  | 2013年11月6日  | 太陽の女神（作詞：家入レオ 作曲：西尾芳彦/家入レオ）   | 7位            |
| 6th  | 2014年1月29日  | チョコレート（作詞：家入レオ 作曲：西尾芳彦/家入レオ） | 9位            |
| 7th  | 2014年7月30日  | 純情（作詞：家入レオ 作曲：西尾芳彦）                  | 11位           |
| 8th  | 2014年11月19日 | Silly （作詞：家入レオ 作曲：西尾芳彦）                | 13位           |
| 9th  | 2015年2月11日  | miss you （作詞：家入レオ 作曲：西尾芳彦）             | 11位           |
| 10th | 2015年8月19日  | 君がくれた夏（作詞：家入レオ 作曲：西尾芳彦）          | 6位            |

#### 配信限定
| 発売日        | タイトル | 販売形態               |
| ------------- | -------- | ---------------------- |
| 2013年7月24日 | 君に届け | デジタル・ダウンロード |

#### アルバム
| 枚  | 発売日         | タイトル                     | オリコン最高位 |
| --- | -------------- | ---------------------------- | -------------- |
| 1st | 2012年10月24日 | LEO （作曲、プロデュース）   | 2位            |
| 2nd | 2014年2月19日  | a boy （作曲、プロデュース） | 4位            |
| 3rd | 2015年2月25日  | 20 （作曲、プロデュース）    | 6位            |

### Chay
- LOOP　（作詞：Chay　作曲：西尾芳彦）
- together　（作詞：Chay 作曲：西尾芳彦）
- はじめての気持ち　（作詞：Chay　作曲：西尾芳彦）

### 佐賀県唐津市立海青中学校　校歌
- （作詞:三輪コウダイ 作曲: 西尾芳彦 編曲：三輪コウダイ）

## プロデュースアーティストの主なタイアップ

### YUI
| 楽曲            | タイアップ                                       |
| --------------- | ------------------------------------------------ |
| feel my soul    | フジテレビ系列月9ドラマ『不機嫌なジーン』 主題歌 |
| It's happy line | 松竹系映画『タイヨウのうた』 挿入歌              |

### 絢香
| 楽曲                | タイアップ                                                                                 |
| ------------------- | ------------------------------------------------------------------------------------------ |
| I believe           | TBS系列ドラマ『輪舞曲』主題歌                                                              |
| I believe           | 2006年2月度 Monthly A Music selected by 5Kansai AM stations                                |
| ブルーデイズ        | フジテレビ系列月9ドラマ『サプリ』挿入歌                                                    |
| Real voice          | フジテレビ系列月9ドラマ『サプリ』主題歌                                                    |
| 三日月              | KDDI「au by KDDI LISMO Music Store」CMソング                                               |
| 三日月              | NHK『未来観測 つながるテレビ@ヒューマン』テーマソング                                      |
| Start to 0(Love)    | 日本テレビ系ほか民間放送43社共同制作「第85回全国高等学校サッカー選手権大会」イメージソング |
| Story               | 集英社「MORE」CMソング                                                                     |
| Jewelry day         | 映画『ラストラブ』（松竹系）主題歌                                                         |
| CLAP&LOVE           | TBS系列ドラマ『地獄の沙汰もヨメ次第』主題歌                                                |
| Why                 | PSP用ソフト「CRISIS CORE -FINAL FANTASY VII-」テーマソング                                 |
| For today           | 江崎グリコ「ポッキー」CMソング                                                             |
| 手をつなごう        | アニメ映画『ドラえもん のび太と緑の巨人伝』 主題歌                                         |
| 愛を歌おう          | BEAUTÉ de KOSÉ「ESPRIQUE PRECIOUS」CMソング                                                |
| 愛を歌おう          | TBS系列『報道大河スペシャル いのちの地球…』テーマ曲                                        |
| おかえり            | フジテレビ系列ドラマ『絶対彼氏〜完全無欠の恋人ロボット〜』主題歌                           |
| 今夜も星に抱かれて… | 映画『スカイ・クロラ The Sky Crawlers』 主題歌                                             |

### Sowelu
| 楽曲         | タイアップ                                           |
| ------------ | ---------------------------------------------------- |
| Dear friend  | フジテレビ系月9ドラマ『トップキャスター』主題歌。    |
| 守るべきもの | 映画『ポケモンレンジャーと蒼海の王子マナフィ』主題歌 |

### 家入レオ
| 楽曲           | タイアップ                                                                                              |
| -------------- | --- |
| サブリナ       | フジテレビ系列テレビアニメ『トリコ』エンディングテーマ                                                  |
| サブリナ       | KBC九州朝日放送『ドォーモ』2012年2月エンディングテーマ                                                  |
| ripe           | テレビ朝日系列『笑顔がごちそう ウチゴハン』2012年度エンディングテーマ                                   |
| Shine          | フジテレビ系列テレビドラマ『カエルの王女さま』 主題歌                                                   |
| Shine          | テレビ東京系列音楽番組『JAPAN COUNTDOWN』2012年5月エンディングテーマ                                    |
| Shine          | テレビ神奈川『音楽缶』2012年5月オープニングテーマ                                                       |
| Shine          | MTVジャパン『MTV×DAM WANNASING!』2012年6月度CMソング                                                    |
| Bless You      | TBS系列『COUNT DOWN TV』2012年9月オープニングテーマ                                                     |
| イジワルな神様 | auビデオパス ドラマ『コレカラ』主題歌                                                                   |
| イジワルな神様 | 江崎グリコ「ポッキーチョコレート」スペースシャワーTVバージョンCFソング（2012年夏Ver.）                  |
| 心のカ・タ・チ | 「第1回薬物乱用防止キャンペーン in 横濱」啓発キャンペーンソング                                         |
| Message        | TBS系列月曜ミステリーシアター『確証〜警視庁捜査3課』 エンディングテーマ                                 |
| Wake you up    | festatia "Wish Upon A Star" CMソング                                                                    |
| 君に届け       | 学校法人モード学園 首都医校 / 大阪医専 / 名古屋医専2013年度CMソング                                     |
| 太陽の女神     | フジテレビ系月9ドラマ『海の上の診療所』主題歌                                                           |
| チョコレート   | テレビ朝日『お願い!ランキング』2014年1月度エンディングテーマ                                            |
| 純情           | フジテレビ系列テレビアニメ『ドラゴンボール改』エンディングテーマ                                        |
| For you        | 高梨沙羅出演クラレ企業CMタイアップソング                                                                |
| Silly          | TBS系列テレビドラマ『Nのために』主題歌                                                                  |
| 勇気のしるし   | 第5回福岡アジア美術トリエンナーレ2014イメージソング                                                     |
| miss you       | TBS系テレビ「COUNT DOWN TV」2･3月オープニングテーマ曲。                                                 |
| TWO HEARTS     | 毎日放送（MBS）及びCSチャンネルGAORAの『第87回センバツ高校野球中継』、MBS『みんなの甲子園』テーマソング |
| 希望の地球     | NHK教育テレビジョン（NHK Eテレ）東北発☆未来塾オープニングテーマ                                         |
| 君がくれた夏   | フジテレビ系月9ドラマ『恋仲』主題歌                                                                     |
| オバケのなみだ | NHK『みんなのうた』2016年2月-3月放送                                                                    |

### Chay
| 楽曲             | タイアップ                                                 |
| ---------------- | ---------------------------------------------------------- |
| LOOP             | 洋服の青山 CMソング                                        |
| together         | BSフジ『なでしこリーグ2012 中継』＆「INAC TV」テーマソング |
| はじめての気持ち | ロッテ ガーナミルクチョコレート CMソング                   |

## エピソード
まだYUIが音楽塾ヴォイスに来て間もない頃、音楽塾ヴォイス福岡校の待合室で西尾とビアンコネロとYUIがミュージックステーションを羨望の眼差しで見ながら、「いつかこんな番組にでたいよな～」としみじみ話していたという。
その後2005年にYUIが「feel my soul」で、絢香が2006年に「I believe」で初登場。2007年にはYUI,絢香の2人が一緒に出演を果たし、2012年の、「第63回NHK紅白歌合戦」では、6度目出場の絢香と、初出場のYUIが一緒に出演を果たしている。

## 書籍
- 『ヴォイス理論30/301』光文社、2009年7月18日。ISBN 978-4334975777。

## 受賞歴
- 2013年第55回日本レコード大賞 優秀作品賞 『太陽の女神』 （作詞 家入レオ / 作曲 西尾芳彦・家入レオ）
- 2012年第54回日本レコード大賞 最優秀新人賞 『Shine』 　（作詞 家入レオ / 作曲 西尾芳彦・家入レオ）
- 2007年第49回日本レコード大賞 金賞 『Jewelry day』 　 （作詞 絢香 / 作曲 西尾芳彦）
- 2006年日本有線大賞 最優秀新人賞 『三日月』      （作詞 絢香 / 作曲 西尾芳彦・絢香）
- 2006年第48回日本レコード大賞 最優秀新人賞 『三日月』   （作詞 絢香 / 作曲 西尾芳彦・絢香）
- 第83回ザテレビジョンドラマアカデミー賞 ドラマソング賞（「Silly」）[3]
- 第86回ザテレビジョンドラマアカデミー賞・ドラマソング賞（君がくれた夏）[4]
- 第30回 日本ゴールドディスク大賞 ベスト5ソング・バイ・ダウンロード（「君がくれた夏」）

## 主なメディア出演

### テレビ
| 放送局                 | 番組名                      | 放送日時                 | 備考                                                                                |
| ---------------------- | --------------------------- | ------------------------ | ----------------------------------------------------------------------------------- |
| フジテレビ             | スーパーニュース            | 2010年2月18日            | 密着取材！音楽塾ヴォイス東京校                                                      |
| RKB毎日放送            | 今日感テレビ 穴場ウォーカー | 2010年3月26日            | 密着取材！「絢香も通った音楽スクール」                                              |
| FBS福岡放送            | めんたいワイド              | 2011年1月4日             | 密着取材！「絢香・YUIに続け…デビュー目指す中学生」(塾生、奈々、井上実優が出演)      |
| NHK福岡放送局          | トン☆スタ                   | 2012年2月1日             | 「クリエイターズルーム」に塾長：西尾芳彦がインタビュー出演。                        |
| 日本テレビ             | ZIP!                        | 2012年11月2日            | "SHOWBIZ SPOTLIGHT"のコーナーで特集。                                               |
| 九州・沖縄共同制作番組 | 世界一の九州が始まる!       | 2013年2月10日            | 音楽塾ヴォイス特集。                                                                |
| テレビ朝日             | ミュージックステーション    | 2013年2月14日            | 「Music Walker」コーナーにて音楽塾ヴォイス特集。塾生の奈々が歌唱VTRで出演。         |
| テレビ朝日             | musicる TV                  | 2015年5月11日,6月8日     | コーナーにて音楽塾ヴォイス特集。「音楽スクール名門校の授業を特別公開！」            |
| BS11                   | ミュージック☆ロード         | 2016年1月2日よりスタート | 「西尾芳彦の作曲のツボ」、「スターダスト×音楽塾ヴォイスにて発掘・育成コーナー担当」 |
| テレビ東京             | THEカラオケ★バトル          | 2016年11月23日           | ～U-18歌うま大甲子園 2016王座決定戦 4時間SP～西尾芳彦コメント                       |